# Буковец при Пољанах
Буковец при Пољанах (словен. Bukovec pri Poljanah) је насељено место у општини Рибница, регија Југоисточна Словенија, Словенија.

## Историја
До територијалне реорганизације у Словенији био је у саставу старе општине Рибница.

## Становништво
У попису становништва из 2011. године, Буковец при Пољанах је имао 9 становника.
| Број становника према пописима | Број становника према пописима | Број становника према пописима |
| ------------------------------ | ------------------------------ | ------------------------------ |
| 1991                           | 2002                           | 2011                           |
| 11                             | 9                              | 9                              |

Напомена: До 1955. исказивано под именом Буковец.